# Займище (Вологодская область)
Займище — деревня в Никольском районе Вологодской области.
Входит в состав Байдаровского сельского поселения, с точки зрения административно-территориального деления — центр Кумбисерского сельсовета.
Расстояние до районного центра Никольска по автодороге — 27 км, до центра муниципального образования Байдарово по прямой — 8 км. Ближайшие населённые пункты — Кумбисер, Кривяцкое, Филимоновы Гари.
По переписи 2002 года население — 85 человек (43 мужчины, 42 женщины). Всё население — русские.